# Municipio de Harrison (condado de Logan)
El municipio de Harrison (en inglés: Harrison Township) es un municipio ubicado en el condado de Logan en el estado estadounidense de Ohio. En el año 2010 tenía una población de 2087 habitantes y una densidad poblacional de 31,28 personas por km².

## Geografía
El municipio de Harrison se encuentra ubicado en las coordenadas 40°22′13″N 83°48′58″O / 40.37028, -83.81611. Según la Oficina del Censo de los Estados Unidos, el municipio tiene una superficie total de 66.73 km², de la cual 66.54 km² corresponden a tierra firme y (0.28%) 0.19 km² es agua.

## Demografía
Según el censo de 2010, había 2087 personas residiendo en el municipio de Harrison. La densidad de población era de 31,28 hab./km². De los 2087 habitantes, el municipio de Harrison estaba compuesto por el 96.69% blancos, el 1.15% eran afroamericanos, el 0.34% eran amerindios, el 0.24% eran asiáticos, el 0.1% eran isleños del Pacífico, el 0.29% eran de otras razas y el 1.2% pertenecían a dos o más razas. Del total de la población el 1.58% eran hispanos o latinos de cualquier raza.